# 倉持亜佐美
倉持 亜佐美（くらもち あさみ、1982年4月30日 - ）は北海道旭川市出身の日本の柔道家。現役時代は48kg級の選手。身長154cm。得意技は背負投。

## 人物
幼少の頃にはヨルダンに3年ほど住んでいた。小学校2年の時に帰国すると、兄が柔道を始めたことがきっかけで、双子の姉である亜佑美とともに始めた。姉はすぐに辞めてしまったために寂しい思いをしたものの、永山中学2年の時には全国中学校柔道大会48kg級で3位になった。3年の時には準決勝で沖学園中学3年の松田邦恵に判定で敗れて3位だった。続く全国女子体重別ではこの階級トップの田村亮子と長井淳子が出場しなかったものの、予想外の活躍で決勝まで進むと、同じ中学3年生である松田と史上初となるシニアの全国大会における中学生同士の対決となった。今大会では出足払の技ありで松田を破って全国中学校柔道大会で敗れた雪辱を果たして、この大会の前身である強化選手選考会で城香中学3年の田村が優勝して以来、7年ぶりとなる中学生での大会制覇を成し遂げた(これ以降、今大会を中学生で制した選手は現れていない)。今大会で優勝したことで福岡国際に出場する機会を得るも、準決勝でコマツの長井に技ありで敗れると、3位決定戦でもフランスのサラ・ニシロ＝ロッソに技ありで敗れて5位にとどまった。旭川大高校へ進むと、1年の時には全日本ジュニアで土浦日大高校2年の中島英里子を破って優勝した。世界ジュニアでは決勝でキューバのダニエスカ・カリオンに敗れて2位だった。2年の時には選抜体重別の準決勝でトヨタ自動車の田村に判定で敗れたものの3位になった。全日本ジュニアの決勝では沖学園高校2年の松田を破って2連覇を達成した。アメリカ国際でシニアの国際大会初優勝を飾った。全国女子体重別と全国高校選手権では3位だった。3年の時には選抜体重別の準決勝で東和大学4年の濱野千穂に判定で敗れた。2001年には天理大学へ進学すると、2年の時には階級を52kg級に上げるも、ジュニア時代のような活躍は見られなかった。引退後の2015年には滝川市のたきかわコスモスマラソンのハーフマラソン女子高校生以上40歳未満の部で15位となった。

## 主な戦績
- 1996年 - 全国中学校柔道大会　3位
- 1997年 - 全国中学校柔道大会　3位
- 1997年 - 全国女子体重別　優勝
- 1997年 - 福岡国際　5位
- 1998年 - ドイツジュニア国際　3位
- 1998年 - 全日本ジュニア　優勝
- 1998年 - 世界ジュニア　2位
- 1999年 - ドイツ国際　5位
- 1999年 - 全国高校選手権　5位
- 1999年 - 選抜体重別　3位
- 1999年 - 環太平洋柔道選手権大会　3位
- 1999年 - 全日本ジュニア　優勝
- 1999年 - アメリカ国際　優勝
- 1999年 - カナダ国際　2位
- 1999年 - 全国女子体重別　3位
- 2000年 - 全国高校選手権　3位
- 2000年 - 選抜体重別　3位

（出典、JudoInside.com）